# Bengt Andersson (skådespelare)
Bengt Erik Andersson, född 18 oktober 1922 i Umeå landsförsamling, Västerbottens län, död 12 december 2007 i Umeå stadsförsamling, Västerbottens län, var en svensk skådespelare, TV-underhållare och lokförare.

## Biografi
Andersson fick sitt genombrott på Sveriges Radio i Umeå med radioprogrammet John Skejk Show, där han blandade klassiska jazzstandards med egna kåserier om livet i den fiktiva orten ”Halsbränna”.
På Sveriges Radio träffade Andersson så småningom Staffan Ling, och tillsammans kom de att skapa ett av sjuttio- och åttiotalens populära barnprogram – Sant och sånt.
Med framgångarna blev Staffan och Bengt ett begrepp och parets succé med Sant och sånt fick en rad uppföljare, däribland Julkul med Staffan & Bengt och julkalendrarna i SVT Julstrul med Staffan & Bengt (1984) och Liv i luckan med julkalendern (1988). Han var även bakgrundsspeaker i programmet Femettan där Staffan Ling var programledare.
Sällskapsresan 2 - Snowroller blev en av framgångarna i Anderssons karriär, då han som den norrländske sparktillverkaren Brännström talade om vargtass, det vill säga hembränt och lingondricka. I slutet av åttiotalet återvände han till sina rötter på radion där han återupptog programmet John Skejk Show, som under flera år sändes lokalt över Radio Västerbotten.
Parallellt med sin mediekarriär fortsatte Andersson att arbeta som lokförare fram till sin pensionering. Hans sista framträdande i TV blev ett gästspel tillsammans med Ling i ett avsnitt av TV4:s matlagningsprogram Matmakarna.
Bengt Andersson avled den 12 december 2007 efter en tids sjukdom. Dödsruna och dödsannons fanns införda i Västerbottens-Kuriren den 15 december 2007. Han är begravd på Norra kyrkogården på Sandbacka i Umeå.

## Filmografi
- 1972 – Nybyggarland
- 1972–1987 – Sant och sånt (TV-serie)
- 1978 – Julkul med Staffan & Bengt (TV-serie) (jullovsmorgon)
- 1982 – Ordbrukarna
- 1984 – Julstrul med Staffan & Bengt (julkalendern)
- 1985 – Sällskapsresan 2 - Snowroller
- 1988 – Guld! (TV-serie) – Santesson
- 1988 – Liv i luckan med julkalendern